# Flagellaria guineensis
Flagellaria guineensis là một loài thực vật có hoa trong họ Flagellariaceae. Loài này được Schumach. mô tả khoa học đầu tiên năm 1827.